# Malgersdorf

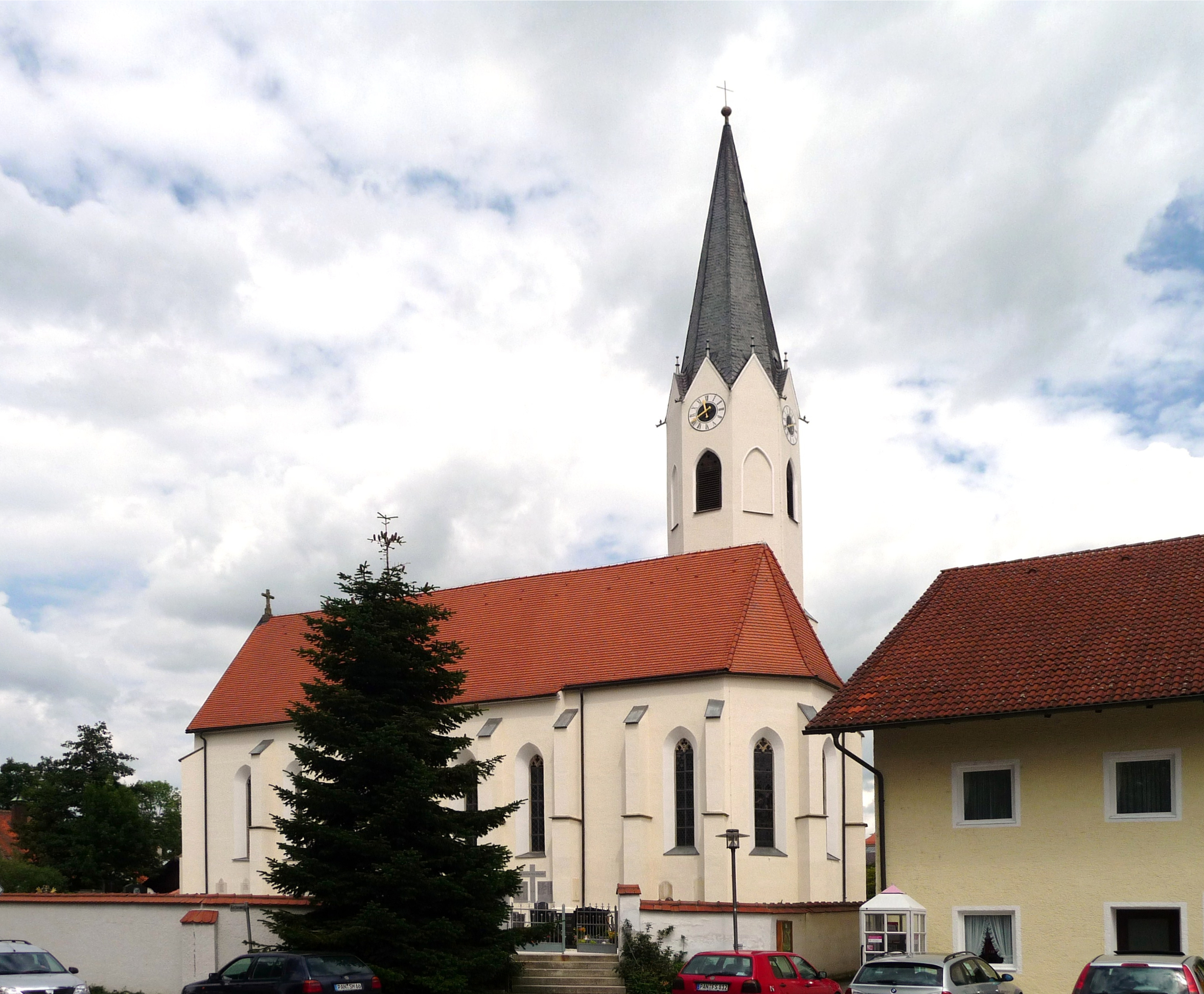
Die Pfarrkirche St. Stephanus

Malgersdorf ist eine Gemeinde im niederbayerischen Landkreis Rottal-Inn.

## Geografie

### Geografische Lage
Die Gemeinde liegt zwischen Landau und Eggenfelden.
Der Gemeindeteil Malgersdorf befindet sich auf halber Strecke zwischen diesen beiden Städten (jeweils 17 km entfernt), zudem 26 km südöstlich von Dingolfing sowie 25 km nordwestlich der Kreisstadt Pfarrkirchen. Der Hauptort ist der mit Abstand größte Gemeindeteil der bestehenden Gemeinde.
Das Gemeindegebiet wird in West-Ost-Richtung von der Kollbach durchflossen.

### Gemeindegliederung
Es gibt 27 Gemeindeteile (in Klammern ist der Siedlungstyp angegeben):
- Antenpoint (Weiler)
- Asbach (Einöde)
- Bleickersdorf (Weiler)
- Blumreising (Einöde)
- Embach (Einöde)
- Engersöd (Einöde)
- Galleck (Weiler)
- Großwimm (Einöde)
- Heilmfurt (Einöde)
- Hilbing (Einöde)
- Hofstetten (Einöde)
- Irlach (Einöde)
- Kenoden (Weiler)
- Kleinwimm (Einöde)
- Klingenberg (Einöde)
- Kollbach (Einöde)
- Lalling (Weiler)
- Malgersdorf (Pfarrdorf)
- Memberg (Einöde)
- Passelsberg (Weiler)
- Pfirsching (Dorf)
- Rackersöd (Einöde)
- Rothmühl (Weiler)
- Seidenberg (Einöde)
- Stöchelsberg (Einöde)
- Straß (Weiler)
- Willersöd (Einöde)

## Geschichte

### Bis zur Gemeindegründung
Der Ort Malgersdorf wurde erstmals 1135 urkundlich erwähnt. Sein Besitz wechselte mehrmals unter verschiedenen Adelsgeschlechtern. Der erste Besitzer und zugleich Namensgeber der Hofmark Malgersdorf war „Mengenhardus Madegeresdorf“. Danach residierten lange Zeit die Visler, aus deren Wappen die linke Hälfte des Gemeindewappens stammt: die doppelte goldene Krone mit der Getreidegarbe.
Zu Beginn des 17. Jahrhunderts besaßen die Leoprechtinger, seit dem Ende des Dreißigjährigen Krieges das Adelsgeschlecht von Trauner-Neudegg und seit 1736 die Tattenbacher die Hofmark. Von diesen übernahmen 1825 die Grafen von Arco-Valley die Liegenschaften. Als 1848 in Bayern die Hofmarkrechte aufgelöst wurden, entstand die Gemeinde Malgersdorf.

### 20. Jahrhundert
Malgersdorf litt von den Wirren des Dreißigjährigen Krieges bis zum Zweiten Weltkrieg des Öfteren unter Unruhen und kriegerischen Auseinandersetzungen.
Anfangs 1901 wurde auf dem Areal des damaligen Bauernhofes Pfirsching ein Bentonit Vorkommen entdeckt. Noch im selben Jahr wurde mit dem Abbau begonnen.
Zur Konditionierung eines versandfertigen Produktes für eine weltweite Vermarktung entstand in den Folgejahren das „Mineralwerk Pfirsching“.  Zu Beginn des Ersten Weltkrieges beschäftigte das Unternehmen in Pfirsching bereits 75 Mitarbeiter. An weiteren Vorkommen rund um Malgersdorf wurde in den Folgejahren Bentonit-Erde abgebaut und im Pfirschinger Werk weiterverarbeitet. In Blütezeit, Mitte der 1920er Jahre betrug die Anzahl der direkt Beschäftigten 340. Dies bedeutete eine prosperierende Wirtschaft für den Ort und Umgebung. Selbst in der Weltwirtschaftskrise zu Anfang der 1930er Jahre hatte dieses Geschäft eine stabilisierende Wirkung für die Region, denn die Nachfrage nach Bentonit war kaum beeinträchtigt. Hochwertiges Bentonit lagert im Gebiet um Malgersdorf bis zu  einer Tiefe von 90 Meter. In den Jahren nach 1945 erschöpften sich jedoch die für den Tagebau geeigneten Vorkommen. Folglich wurde 1953 das Werk aus Rentabilitätsgründen der geschlossen.

Am Ende des Zweiten Weltkrieges wollten Resteinheiten der deutschen Wehrmacht den Vormarsch der US-Armee stoppen. In der Folge kam es hier, am 1. Mai 1945, zu einem heftigen Schusswechsel unter dem Einsatz schwerer Waffen, was entsprechende Auswirkungen auf den Ort und die Bevölkerung hatte.

### Eingemeindungen
Bis zur bayerischen Gebietsreform gehörte Malgersdorf zum 1972 aufgelösten Landkreis Eggenfelden.
Am 1. Januar 1975 wurden folgende Gemeindeteile des Marktes Arnstorf eingegliedert: Blumreising, Engersöd, Galleck, Hilbing, Irlach, Lalling, Rackersöd, Straß und Willersöd.

### Einwohnerentwicklung
Zwischen 1988 und 2018 wuchs die Gemeinde von 1007 auf 1252 um 245 Einwohner bzw. um 24,3 %.

## Politik

### Gemeinderat
Zusammensetzung des Gemeinderates in der Legislaturperiode ab 2020
- Bürgerliche Wählervereinigung Malgersdorf und CSU (BWM-CSU): 12 Sitze[6]

### Bürgermeister
Erster Bürgermeister ist Franz-Josef Weber (Bürgerliche Wählervereinigung).

### Öffentliche Verwaltung
Die Gemeinde ist seit 1978 Mitglied der Verwaltungsgemeinschaft Falkenberg.

### Städtepartnerschaften
Seit dem 6. Mai 2004 besteht eine Partnerschaft mit der Stadt Đakovo in Kroatien.

### Wappen

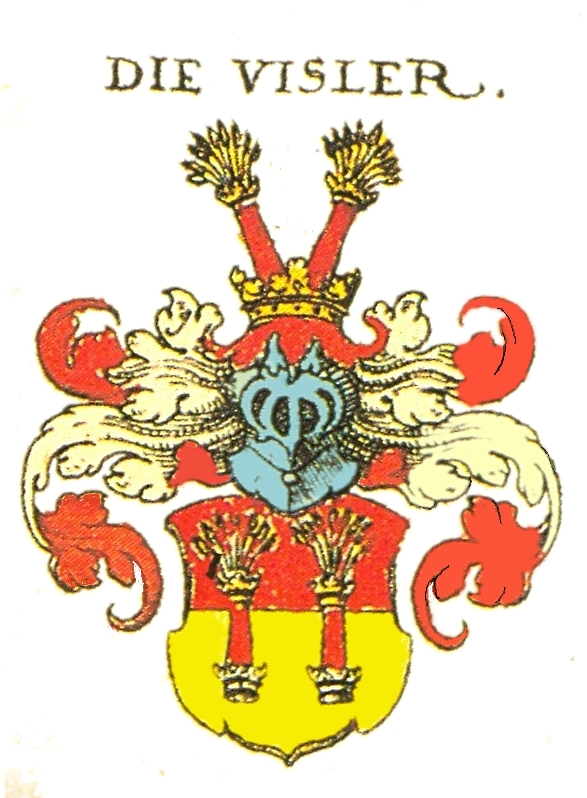
Wappen der Visler
(aus dem Wappenbuch von Siebmacher, 1605)

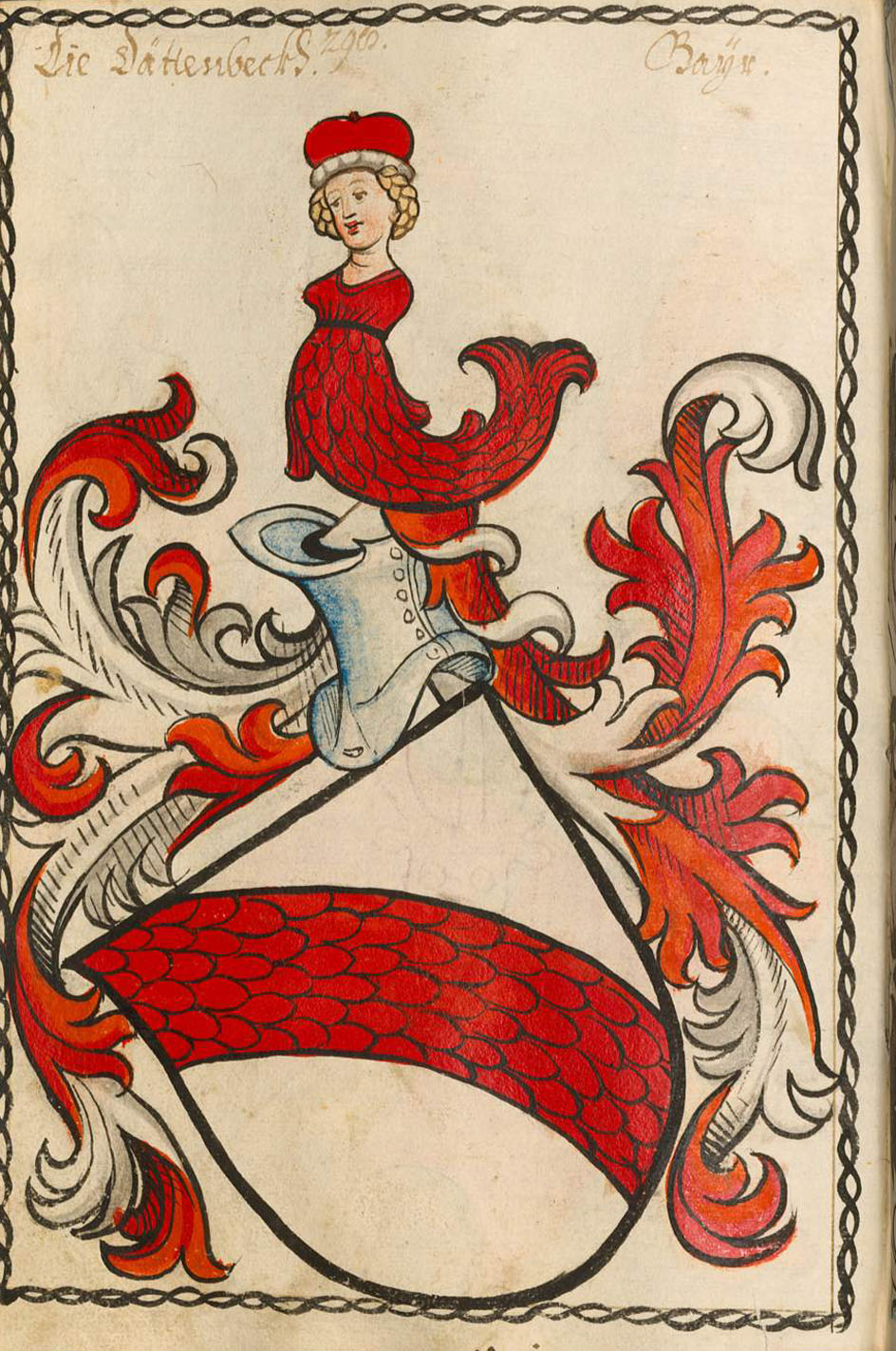
Stammwappen derer von Tattenbach (Adelsgeschlecht) (die vor 1280 Tättenbeck hießen): In Silber ein schrägerechter geschuppter roter Balken; Kleinod: eine armlose Nixe (Melusine) mit rotem Hut.

| Wappen Gde. Malgersdorf | Blasonierung: „Gespalten von Rot und Silber; vorne eine goldene Krone, aus der eine goldene Getreidegarbe wächst, die unter den Ähren von einer goldenen Krone zusammengehalten wird; hinten ein silbern geschuppter roter Schrägbalken.“ |
| Wappen Gde. Malgersdorf | Wappenbegründung: Das Gemeindewappen ist eine Vereinigung zweier Stammwappen. Diese Wappen gehörten zwei Geschlechtern, die im Laufe der Geschichte für die Gemeinde besonders wichtig waren. Die von zwei Kronen zusammengehaltenen Getreidegarbe steht für das Wappen der Visler zu Malgersdorf, Besitzer der Hofmark Malgersdorf von 1464 bis 1634, wobei ihre Grabsteine in der Pfarrkirche von Malgersdorf zu betrachten sind. Wohingegen der geschuppte Schrägbalken sich an das Wappen derer von Tattenbach (Adelsgeschlecht), auch Tettenbach, vor 1280 Tättenbeck, später Reinstein-Tattenbach. Sie waren die Inhaber des Schlosses in Malgersdorf von 1736 bis 1876 waren. Ihr Stammwappen zeigt nach Scheiblersches Wappenbuch einen Schild in Silber mit einem schrägerechten geschuppten roten Balken; als Kleinod eine armlose Nixe (Melusine) mit rotem Hut. Der Balken wurde für das Stadtwappen übernommen. |

## Kultur und Sehenswürdigkeiten

### Bodendenkmäler
Die spätgotische Pfarrkirche St. Stephanus wurde 1867 erweitert. Ihre Ausstattung ist neugotisch. Sie beherbergt eine ungewöhnlich große, von Pfarrer W. Striedl konzipierte und von 1976 bis 1977 der Firma Meier erbaute Orgel mit einem dreimanualigen Spieltisch im Presbyterium. Die Orgel verfügt derzeit über 44 klingende Register mit 3712 Pfeifen und zusätzlichen 29 elektronischen Klangfarben. Aus räumlichen und akustischen Gründen wurde die Orgel in vier Teile gegliedert.

### Freizeiteinrichtungen/Vereine
In Malgersdorf gibt es ein öffentliches Schwimmbad. Außerdem sind ein Volleyballplatz, zwei Fußballplätze, drei Tennisplätze, vier Spielplätze und ein Theater vorhanden. Es gibt viele Vereine, z. B. die Sportvereine SV Malgersdorf und TC Malgersdorf, die Schlüter- und Oldtimerfreunde, die Theaterfreunde und den Obst- und Gartenbauverein.

## Wirtschaft und Infrastruktur

### Unternehmen
In Malgersdorf gibt es einen Edeka mit angeschlossener Bäckerei. Am Dorfplatz befindet sich außerdem ein Gasthaus und in Heilmfurt ein Brauereigasthof mit Biergarten. Im Dorf gibt es eine Filiale der Raiffeisenbank Arnstorf, eine SB-Filiale der Sparkasse Rottal-Inn und eine Tankstelle.

### Bildung
Malgersdorf hat einen Kindergarten und eine Grundschule.

### Verkehr
Die Bundesstraße 20 von Landau nach Eggenfelden durchquert das Gemeindegebiet von Nord nach Süd. Die nächsten Bahnhöfe finden sich in Landau und Eggenfelden; die nächsten Anschlussstellen der Bundesautobahn 92 sind Dingolfing und Landau im Norden und im Süden Altötting zur Bundesautobahn 94 Richtung Passau und München.

## Persönlichkeiten

### Söhne und Töchter der Gemeinde
- Simon Sänderl (1800–1879), Missionar